# SpatiaLite
SpatiaLite ist ein freies, OpenGIS-kompatibles geografisches Informationssystem, welches die dateibasierte Datenbank SQLite um geografische Objekte und Funktionen erweitert.

## Eigenschaften
SpatiaLite ist eine GIS-Erweiterung für SQLite und besteht aus der Programmbibliothek libspatial2 und den Kommandozeilenbefehlen spatialite-bin.
SpatiaLite unterstützt folgende Geometrien und Funktionen:
- OpenGIS-kompatible Well-Known-Text- und Well-Known-Binary-Geometrie
- OpenGIS-kompatible, räumliche Funktionen wie Overlaps, Touches usw. basierend auf der GEOS-Bibliothek
- Koordinatenprojektionen basierend auf der PROJ.4-Bibliothek
- Konversion zwischen verschiedenen Zeichenketten-Kodierungen mit iconv
- Shapefiles können im- und exportiert werden
- Die VirtualNetwork-Erweiterung ermöglicht das Berechnen des kürzesten Pfades zwischen zwei Knoten in einem Netzwerk mit dem Dijkstra-Algorithmus[3]
- Die VirtualShape- und VirtualText-Erweiterungen erlauben den Zugriff auf externe Shapefiles und CSV-Tabellen, ohne dass diese importiert werden müssen.

## Softwareunterstützung
SpatiaLite wird von folgenden GIS und Tools unterstützt:
- Desktop:
  - ArcGIS (Desktop) ab Version 10.2 als "Database Connection"
  - QGIS unterstützt SpatiaLite nativ ab Version 1.1[4]
  - AutocadMap 2013
  - Pitney Bowes MapInfo Professional 11.5.2[5][6]
  - Global Mapper[7]
  - OpenJUMP bietet ein Plugin
  - FME (also available as server)
  - TileMill (verwendet u. a. Mapnik) liest SpatiaLite als Datenquelle[8]
- (Web-)Server:
  - GeoDjango bietet eine Schnittstelle an[9]
  - Web2py (web framework) native[10]
  - FeatureServer, ein WFS-Server[11]
- Werkzeuge und Bibliotheken:
  - OGR Simple Feature Library liest und schreibt SpatiaLite ab Version 1.7[12]
  - GeoTools unterstützt im JDBC-Modul unter anderem SpatiaLite[13]
  - Mapnik, ein Renderer – zusammen mit dem SQLite-Treiber
  - pyspatialite, eine Python-Bibliothek[14]
  - OSGeo Live DVD includes spatialite along with a short tutorial[15]
- Web Apps:
  - GeoConverter – Freier Online-Datenkonverter, der verschiedene GIS-Vektordateiformate liest und schreibt (basierend auf OGR), u. a. auch SpatiaLite.[16]